# 仙台大学附属明成高等学校
仙台大学附属明成高等学校（せんだいだいがくふぞくめいせいこうとうがっこう）は、宮城県仙台市青葉区川平二丁目にある私立高等学校。通称は「明成」（めいせい）。

## 概要

### 特色
- 1879年に朴澤三代治が裁縫技術を教える松操私塾として創立。宮城県では最古の高等学校である。朴沢学園女子高等学校を共学化して設立。調理科を有しており、調理師を目指し進学する中学生も多い。
- 裁縫学校として創設されたが、現在では裁縫科は廃止されている。音楽科の設置は一度もないが、推薦入試では吹奏楽部への入部を前提にした吹奏楽奨学生の枠があり、バレエや絵画などの芸術分野の特技を持った生徒にも特色奨学生枠が設けられている。
- 姉妹校である仙台大学への優先入学制度がある。また県南部で行われる入試の会場も仙台大学が利用されている。

### 沿革
- 1879年（明治12年）1月 - 仙台区本荒町（現・仙台市青葉区一番町）に松操私塾開設
- 1884年（明治17年）4月 - 私立松操学校と改称
- 1926年（大正15年）3月 - 実業学校令職業学校規程に基づき、朴沢松操学校と改称。師範科を増設
- 1927年（昭和2年） - 宮城県が、師範科卒業生に対し「小学校裁縫専科正教員無試験検定認定校」として許可
- 1931年（昭和6年）10月 - 校名を朴沢松操女学校と改称。高等師範科を増設
- 1936年（昭和12年）7月 - 財団法人朴沢松操女学園を設立。文部省（当時）が、高等師範科卒業生に対し「裁縫科中等教員無試験検定認定校」として許可
- 1944年（昭和19年）3月 - 中等学校令実業学校規程の制定に伴い、校名を朴沢女子実業学校と改称。高等師範科を専攻科一部と改める
- 1948年（昭和23年）4月 - 学制改革に伴い、朴沢女子実業学校から朴沢女子高等学校に改称し、普通高校（全日制）に改組[1]。
- 1951年（昭和26年）3月 - 私立学校法の制定に伴い、学校法人朴沢松操女学園を設立
- 1967年（昭和42年）3月 - 法人名を学校法人朴沢学園と改称。仙台大学を開学（体育学部体育学科）。
- 1972年（昭和47年）4月 - 朴沢女子高等学校に調理科を設置。調理科に「厚生省調理師養成施設」を併設
- 1974年（昭和49年）7月 - 仙台市青葉区川平（現在地）に新校舎が落成。朴沢女子高等学校・法人本部を移転
- 1975年（昭和50年）6月 - 調理科を食物科に改称
- 1979年（昭和54年）10月 - 学校法人朴沢学園創立100周年記念式典を挙行
- 1992年（平成4年）4月 - 明成高等学校と改称
- 1996年（平成8年）4月 - 食物科を調理科に改称。調理科のみ男女共学化
- 1999年（平成11年）
  - 1月 - 学校法人朴沢学園が河北文化賞を受賞
  - 11月 - 学校法人朴沢学園創立120周年記念式典を挙行
- 2002年（平成14年）4月 - 普通科の一部を男女共学化
- 2005年（平成17年）4月 - 普通科を完全男女共学化
- 2009年（平成21年）
  - 4月 - 普通科の介護福祉コースが独立化し、介護福祉科に変更。「介護福祉学校」の指定を受ける
  - 11月 - 朴沢学園創立130周年記念祝賀会を挙行
- 2012年1月 - 調理科のリエゾン・キッチン活動が河北文化賞を受賞
- 2013年8月 - 高等学校隣接地（法人用地）に東日本大震災により使用不可能となった高等学校グランドの代替グランドを含めた「川平明仙フィールド」（明成高等学校・仙台大学共用）を整備
- 2017年（平成29年）1月 - 男子バスケットボール部が河北文化賞を受賞
- 2019年
  - （平成31年）1月 - 川平地区再整備事業（高等学校新校舎の新築整備等）
  - （令和元年）5月 - 朴沢学園創立140周年記念式典を挙行
- 2020年（令和2年）4月 - 校名を仙台大学附属明成高等学校と改称

## 設置学科
- 2020年 - 
  - 普通科
  - 食文化創志科
  - 福祉未来創志科
  - スポーツ創志科

- - 2019年
  - 普通科
    - 情報表現コース
    - 健康スポーツコース
    - デザインアートコース
    - 総合コース

  - 調理科
  - 介護福祉科
    - 介護福祉士養成コース
    - 介護員養成コース

## 部活動
2005年創部の男子バスケットボール部が、ここ数年全国区レベルの強豪となっている。また女子も強豪になりつつある。体操部も高校総体で優勝している。
- 男子バスケットボール部
  - 全国高等学校バスケットボール選抜優勝大会優勝4回
  - 全国高等学校バスケットボール選手権大会優勝2回
  - 高校総体優勝1回、準優勝3回

- 体操部
  - 高校総体男子団体・個人優勝1回
  - 高校総体女子団体優勝1回

- リエゾンキッチン（調理科）
  - 地元宮城の伝統食品である仙台味噌を素材にした調理科オリジナルの即席味噌汁キットで、「第12回みやぎものづくり大賞（加工食品部門）」でグランプリを受賞。

- 安藤誓哉 - プロバスケットボール選手・横浜ビー・コルセアーズ
- 伊藤駿 - バスケットボール選手・富山グラウジーズ
- 石川海斗 - バスケットボール選手・信州ブレイブウォリアーズ
- 佐藤文哉 - バスケットボール選手・さいたまブロンコス
- 畠山俊樹 - 元バスケットボール選手、現仙台大学附属明成高校男子バスケットボール部コーチ
- 八村阿蓮  - バスケットボール選手・神戸ストークス
- 八村塁 - バスケットボール選手 NBA・ロサンゼルス・レイカーズ
- 山内ジャヘル琉人 - バスケットボール選手・川崎ブレイブサンダース
- 村山謙太 - 陸上長距離選手
- 村山紘太 - 陸上長距離選手
- 小畑裕馬 - サッカー選手・アビスパ福岡
- 茂木駿佑 - サッカー選手・FC琉球
- 奥埜博亮 - サッカー選手・セレッソ大阪
- 横山颯大 - サッカー選手・ベガルタ仙台
- 濱名真央 - サッカー選手・いわてグルージャ盛岡
- 粟野健翔 - サッカー選手・福島ユナイテッドFC
- 山下諒時 - サッカー選手・FC大阪
- 田中勘太 - サッカー選手・栃木シティFC
- 村越健太 - サッカー選手・栃木シティFC
- 遠藤ゆめ - 女子サッカー選手・マイナビ仙台レディース
- DASH・チサコ - 女子プロレスラー

## 系列校
- 仙台大学